# Tiit-Rein Viitso
Tiit-Rein Viitso (ur. 4 marca 1938 w Tallinnie, zm. 2 grudnia 2022) – estoński językoznawca.

## Biografia
W 1962 ukończył filologię estońską na Uniwersytecie Stanowym w Tartu. w latach 1965–1973 pracował w Centrum Obliczeniowym Uniwersytetu Stanowego w Tartu. 1973-1993 pracował w Estonian Language Institute, a od 1986 na Uniwersytecie Stanowym w Tartu (obecnie Uniwersytet w Tartu).
Jego głównymi obszarami badań były języki bałtyckie w szczególności: fiński, estoński, wotski i wepski. Od 2007 był redaktorem naczelnym czasopisma Linguistica Uralica.
Tiit-Rein Viitso zmarł 2 grudnia 2022 roku w wieku 84 lat.

## Odznaczenia
- 2001: Order Białej Gwiazdy V klasy.
- 2011: Nagroda językowa Wiedemanna

## Prace
- Äänisvepsa murde väljendustasandi kirjeldus (1968)
- Läänemeresoome keelte fonoloogia küsimusi (1981)
- Erzya prosody (2003)
- Meadow Mari prosody (2005)
- Liivi keel ja läänemeresoome keelemaastikud (2008)
- Livonian prosody (2008)